# Centrosema
A centrosema (Centrosema pubescens Benth.), é uma planta nativa da América do Sul, trepadeira e rastejante, pode alcançar até 40 cm de altura, tem folhas trifoliadas e flores grandes. As flores têm corola lilás (violeta, rosada ou branca suas. A centrosema não produz brotos lenhosos e contém de 18 a 20% de proteína bruta, o que faz com que a mesma seja utilizada como forrageira, e na alimentação animal, principalmente bovinos. 